# Nguyễn Kim Ngân
Nguyễn Kim Ngân (sinh 13 tháng 7 năm 1946) là một nhà sư phạm và nhà thơ danh tiếng người Việt Nam. Ông là tác giả của bài thơ "Người mẹ Bàn Cờ", được nhạc sĩ Trần Long Ẩn phổ thành nhạc phẩm cùng tên, một trong những bài hát nổi bật của phong trào sinh viên học sinh Sài Gòn đầu thập niên 1970.

## Sơ lược cuộc đời
Ông sinh tại một làng quê thuộc huyện Sông Cầu tỉnh Phú Yên. Cuối năm 1960, ông vào Sài Gòn học tại trường trung học Văn Lang và trường Pétrus Ký. Năm 1971, ông tốt nghiệp khoa Triết học phương Tây tại Trường Đại học Văn khoa Sài Gòn.
Suốt từ năm 1960 đến năm 1972, ông tham gia phong trào đấu tranh của học sinh sinh viên Sài Gòn-Gia Định. Năm 1972, ông bị chính quyền Việt Nam Cộng hòa bắt giam với tội danh gây rối trị an.
Sau năm 1975, Nguyễn Kim Ngân về dạy học tại Phú Yên và được phân công giảng dạy ở trường Trung học phổ thông Nguyễn Huệ, trường cấp 3 duy nhất của tỉnh Phú Yên thời bấy giờ. Về sau tỉnh xây dựng thêm một trường cấp 3 mới tại huyện Tuy An mang tên Trần Phú, ông được đưa về công tác tại đó. Ở trường mới, vì nhiều lý do, trong đó có tính khí cứ thích "đấu tranh" cho mọi việc "trắng đen rõ ràng", nên ông đã bị " đì sát ván" 
Năm 1980, ông chính thức được phân công làm hiệu trưởng trường cấp 2 cho đến ngày về hưu.
Ông hiện ngụ tại thôn Triều Sơn, xã Xuân Thọ 2, huyện Sông Cầu, tỉnh Phú Yên.

## Tác phẩm
Nguyễn Kim Ngân có thơ đăng trên các báo tại Sài Gòn từ năm 1964 như: Ngày Nay, Tia Sáng, SV, Đối Diện, và có thơ trong tuyển tập Thơ Máu. Thơ miền Trung thế kỉ XX. Sau hơn 40 năm làm thơ, mãi đến năm 2007 được sự giúp đỡ của bạn bè ông đã ra mắt tập thơ đầu tay mang tên Sông chảy bên trời (Nhà xuất bản Văn học) .
Các tác phẩm trong tập thơ có thể được chia làm bốn chủ đề như sau:
- Những trang nhật ký bằng thơ đầy uất hận, đầy khí phách về phong trào đấu tranh của học sinh-sinh viên tại các đô thị miền Nam trước năm 1975 như: Mùa học năm nay, Ngọn gió cắt lòng, Đêm xuân, Bác xích lô, Chiếc còng sắt, Lá thư lửa, Người mẹ Bàn Cờ, Những kẻ sợ hòa bình...
- Những bài thơ về đất Phú Yên quê ông, về miền Trung, về Tây Nguyên...mà một phần ký ức sâu đậm ông đã gắn bó, đã sống, đã giữ gìn qua từng bước buồn - vui - sướng - khổ, có yêu thương, có mất mát, có căm hờn: Quê hương chìm đắm, Khuya vắng, Lớn từ đỉnh núi, Gió bấc, Vườn hoang, Quê nhà, Hồn áo trắng, Trăng trên dòng thời gian, Xuân trong mộng tưởng, Những ngày ở Kon Tum, Đường về Phú Yên, Cái giếng, Miền Trung, Thương nhớ chiều quê...
- Những bài thơ da diết, lãng mạn, viết bằng chính trái tim luôn thổn thức yêu đương, diễm ảo, nhiều khi nghe chừng đang rạn vỡ: Cố nhân, Lỡ sinh tôi-sinh em, Mùa xuân cuối cùng, Phấn trắng, Mưa đầu mùa, Dòng sông lặng lẽ, Trở lại đêm mưa, Hãy hát đi em, Trên nhánh cây mùa đông, Có một thiên đường...
- Những bài thơ thuần về tư tưởng, về tư duy, về triết lý nhân sinh, chua chua,chát chát đầy tra vấn, nhiều khi thấy lay động cả suy nghĩ và cả lòng người sâu thẳm: Biển, Một ngày buồn, Vết thương, Cát bụi, Ta hỏi ta triền miên, Cuộc chơi, Thiếu một người...

Trong đó nổi tiếng nhất là bài thơ Người mẹ Bàn Cờ đã được nhạc sĩ Trần Long Ẩn bạn ông phổ nhạc từ năm 1971, tức một năm sau khi bài thơ ấy ra đời. Rồi sau đó nhà thơ Chế Lan Viên bình về bài thơ ấy trên đài Hà Nội . Bài thơ được sáng tác trong hoàn cảnh năm 1970, Lon Nol đàn áp dã man bà con Việt kiều ở Campuchia, sinh viên Sài Gòn tổ chức một cuộc biểu tình lớn, nhưng chỉ thành công về mặt tinh thần. Họ tổ chức một hội thảo mang tên Đêm uất hận tại trường Đại học Khoa học Sài Gòn và biểu tình chiếm khuôn viên tòa đại sứ Miên (nay là trụ sở UBND quận 3). Tác giả cũng có mặt, tham gia và chứng kiến những người mẹ, người chị, các bác xích lô ở khu vực Bàn Cờ đang chuyển đồ ăn, thức uống cho học sinh, sinh viên và ông đã sáng tác bài thơ trên

## Gia đình
Ông lập gia đình muộn (ngoài 40 tuổi mới cưới vợ). Hai vợ chồng có ba con, trong đó con trai đầu .